# Matthias Ring
Johann Matthias Franz Ring (ur. 22 lutego 1963 w Wallenfels) – biskup Kościoła Starokatolickiego w Niemczech, publicysta i naukowiec, redaktor naczelny miesięcznika niemieckich starokatolików „Christen heute” („Chrześcijanie dzisiaj”).
Matthias Ring w latach 1982–1988 studiował na Wydziale Teologii Katolickiej na Uniwersytecie Juliusza i Maksymiliana w Würzburgu (w ramach wymiany także na Uniwersytecie Ottona i Fryderyka w Bambergu). Następnie studiował rok na teologii starokatolickiej na Uniwersytecie w Bonn. W 1991 roku ukończył studia uzupełniające z zakresu teologii starokatolickiej. W latach 2000–2005 był wykładowcą Seminarium Duchownego Kościoła Starokatolickiego w Bonn oraz Uniwersytetu w Bonn. W 2006 na Uniwersytecie w Bernie obronił pracę doktorską „Katolicki i niemiecki. Kościół starokatolicki i narodowy socjalizm”, która została wydana drukiem w 2008.
13 maja 1989 roku otrzymał święcenia diakonatu z rąk biskupa Sigisberta Krafta w Würzburgu, po czym rozpoczął posługę w Norymberdze oraz Würzburgu. 18 listopada 1989 roku otrzymał święcenia kapłańskie, a do października 1993 roku proboszcz parafii w Ratyzbonie i Pasawie.
4 czerwca 2009 roku biskup niemieckich starokatolików, Joachim Vobbe, ogłosił niespodziewanie, że w związku ze stanem zdrowia jest zmuszony zrezygnować ze stanowiska od 2010. Nadzwyczajny synod, którego zadaniem miało być wybranie następcy biskupa Vobbe, obradował w Mannheim w dniach 6 i 7 listopada. W głosowaniu wymaganą większość głosów uzyskał ks. dr Matthias Ring.
20 marca 2010 roku w ewangelickim kościele miejskim w Karlsruhe odbyły się święcenia biskupie ks. dr. Matthiasa Ringa. Apostolskim zwyczajem ręce na nowego biskupa włożyli wszyscy obecni biskupi z Unii Utrechckiej oraz biskupi anglikańscy. Z Polski na uroczystość przybył biskup elekt Piotr Maria Bernard Kubicki z Kościoła Starokatolickiego Mariawitów, który nie jest członkiem Unii Utrechckiej.